# Canadian Premier League 2020
De Canadian Premier League 2020 was het tweede seizoen van de hoogste voetbalafdeling van Canada. Er namen acht teams deel aan de competitie, één team meer dan het voorgaande seizoen.
Vanwege de coronapandemie kon de competitie onmogelijk aanvatten op 11 april. Uiteindelijk werd er beslist om een ingekorte competitie te houden waarbij alle teams ruim een maand in quarantaine gingen op een enkele locatie, namelijk de terreinen van de Universiteit van Prince Edward Island (UPEI). Deze ingekorte competitie – The Island Games genoemd – vond plaats van 13 augustus tot en met 19 september.
Forge FC won uiteindelijk zijn tweede titel door HFX Wanderers FC met 2–0 te verslaan in de finale.

## Clubs
De zeven clubs die deelnamen aan de eerste editie van de CPL in 2019 namen dit seizoen opnieuw deel. De competitie werd echter uitgebreid met een achtste lid, namelijk Atlético Ottawa. Deze club was opgericht begin 2020 na de opdoeking van Ottawa Fury FC eind 2019.
Door de toetreding van Atlético Ottawa kwamen drie van de acht teams dit seizoen uit de provincie Ontario. Daarnaast betrof het net als de vorige jaargang twee teams uit Alberta en een ieder uit Brits-Columbia, Manitoba en Nova Scotia.
| Team            | Plaats           | Provincie      |
| --------------- | ---------------- | -------------- |
| Atlético Ottawa | Ottawa           | Ontario        |
| Cavalry FC      | Foothills County | Alberta        |
| FC Edmonton     | Edmonton         | Alberta        |
| Forge FC        | Hamilton         | Ontario        |
| HFX Wanderers   | Halifax          | Nova Scotia    |
| Pacific FC      | Langford         | Brits-Columbia |
| Valour FC       | Winnipeg         | Manitoba       |
| York9 FC        | Toronto          | Ontario        |

## Competitie

### Eerste ronde
De acht teams speelden allen eenmaal tegen elkaar om alzo ieder zeven matchen afgewerkt te hebben. De vier hoogst gerangschikte teams stootten door naar de groepsfase.
| Nr. | Club             | GS | W | G | V | DV | DT | DS | PTN |
| --- | ---------------- | -- | - | - | - | -- | -- | -- | --- |
| 1.  | Cavalry FC       | 7  | 4 | 1 | 2 | 10 | 7  | +3 | 13  |
| 2.  | HFX Wanderers FC | 7  | 3 | 3 | 1 | 12 | 7  | +5 | 12  |
| 3.  | Forge FC         | 7  | 3 | 3 | 1 | 13 | 9  | +4 | 12  |
| 4.  | Pacific FC       | 7  | 3 | 2 | 2 | 10 | 8  | +2 | 11  |
| 5.  | York9 FC         | 7  | 2 | 4 | 1 | 8  | 7  | +1 | 10  |
| 6.  | Valour FC        | 7  | 2 | 2 | 3 | 8  | 9  | -1 | 8   |
| 7.  | Atlético Ottawa  | 7  | 2 | 2 | 3 | 7  | 12 | -5 | 8   |
| 8.  | FC Edmonton      | 7  | 0 | 1 | 6 | 5  | 14 | -9 | 1   |

### Groepsfase
De vier teams in de groepsfase speelden allen eenmaal tegen elkaar om alzo ieder drie matchen afgewerkt te hebben. De twee hoogst gerangschikte teams stootten door naar de seizoensfinale.
| Nr. | Club             | GS | W | G | V | DV | DT | DS | PTN |
| --- | ---------------- | -- | - | - | - | -- | -- | -- | --- |
| 1.  | Forge FC         | 3  | 2 | 1 | 0 | 4  | 1  | +3 | 7   |
| 2.  | HFX Wanderers FC | 3  | 1 | 1 | 1 | 3  | 7  | -4 | 4   |
| 3.  | Cavalry FC       | 3  | 1 | 0 | 2 | 4  | 4  | 0  | 3   |
| 4.  | Pacific FC       | 3  | 1 | 0 | 2 | 6  | 5  | +1 | 3   |

### Finale
Op 19 september 2020 vond de finale tussen Forge FC en HFX Wanderers FC plaats. Het was de tweede maal op rij dat Forge de finale speelde. Ze behaalden ook hun tweede titel op rij aangezien Forge FC de finale won met 2–0 na twee doelpunten in de tweede speelhelft.